# کریستینا روزتی
کریستینا جرجینا روزتی (به انگلیسی: Christina Georgina Rossetti) (۵ دسامبر ۱۸۳۰ – ۲۹ دسامبر ۱۸۹۴) شاعر و نویسنده مطالب رمانتیک و مذهبی و کودکان انگلیسی بود.
او برای شعر بلند دیو بازار و شعر رمانتیک خاطره شناخته شده‌است.

## زندگی اولیه و تحصیلات

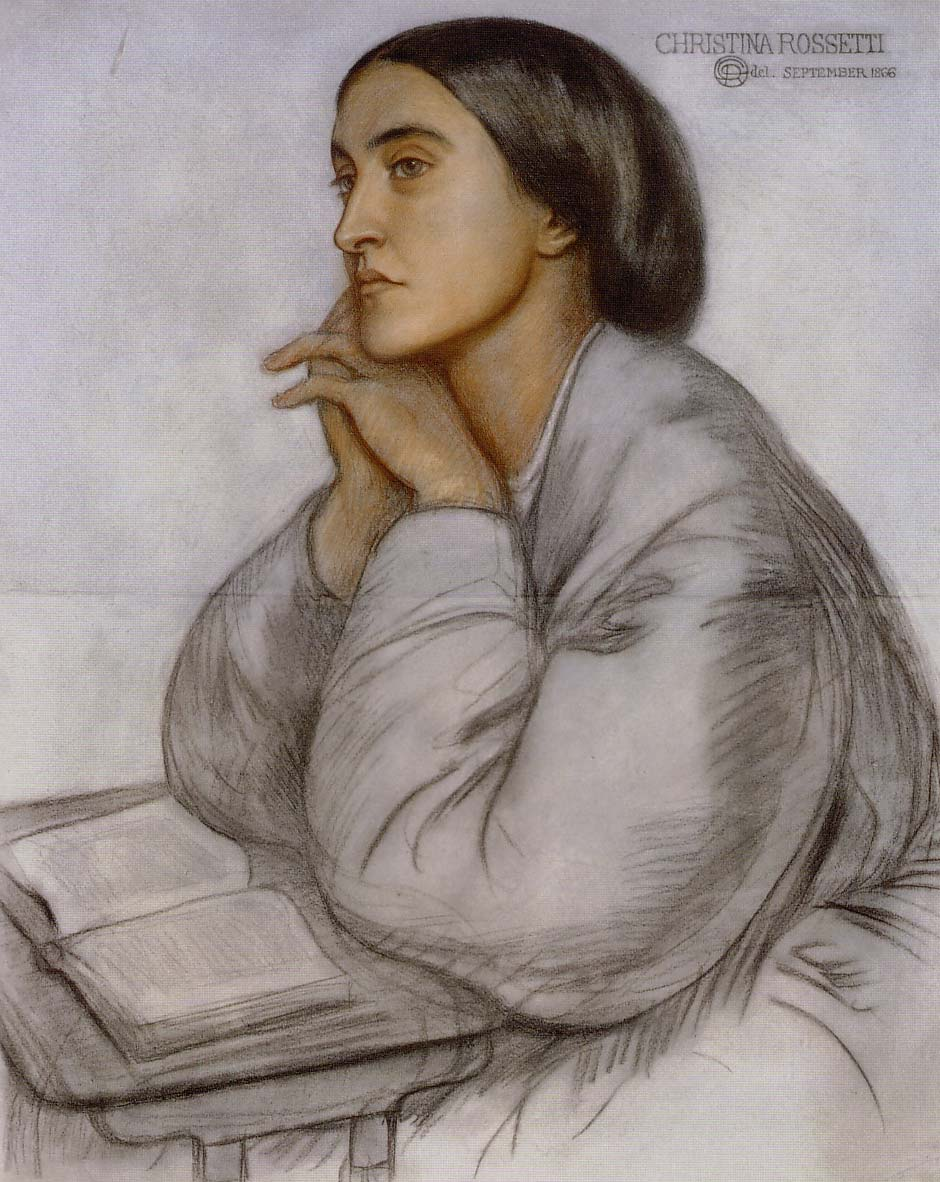
نقاشی کریستینا روزتی

کریستینا روزتی در خیابان ۳۸ شارلوت (در حال حاضر خیابان ۱۰۵ هالام) واقع در لندن از گابریل روزتی، یک شاعر و تبعید شده سیاسی از واستو در آبروزو ایتالیا و فرانس پولیدوری، خواهر جان ویلیام پولیدوری، دوست لرد بایرون، متولد شد، او دو برادر و یک خواهر داشت: دانته یک هنرمند و شاعر با نفوذ و ویلیام و ماریا هر دو نویسنده. کریستینا، کوچکترین عضو خانواده یک کودک پر جنب و جوش بود. او اولین داستان خود را به مادرش دیکته کرد قبل از این که نوشتن بیاموزد.
روزتی در خانه توسط مادرش با آثار مذهبی، کلاسیک، افسانه‌ها و رمان آموزش یافت. روزتی آثار کیتس، اسکات، ان رادکلیف و متیو لوئیس را با اشتیاق مطالعه کرد. نوشته‌های دانته آلیگیری، پترارک و دیگر نویسندگان ایتالیایی تأثیر عمیقی بر نوشته‌های روزتی داشت. در خانه آن‌ها برای بازدید دانشمندان، هنرمندان و انقلابیون ایتالیایی باز بود. او به راحتی از خانشان در خیابان ۳۸ بلومزبری و بعداً خیابان ۵۰ شارلوت دسترسی آسانی به موزه مادام توسو، باغ وحش لندن و پارک تازه تأسیس رجنت داشت که او به‌طور منظم از آن‌ها بازدید می‌کرد. در مقایسه با پدر و مادرش، روزتی یک کودک لندنی بود و بسیار خوشحال به نظر می‌رسید.
در دهه ۱۸۴۰، خانوادهٔ او با مشکلات مالی شدیدی به دلیل سلامت جسمی و روانی ضعیف پدر خانواده مواجه بود. در سال ۱۸۴۳، پدرش دارای برونشیت مزمن و احتمالاً سل تشخیص داده شد و رفته رفته بینایی خود را از دست داد. او تدریس خود را در کالج کینگ رها کرد. هر چند او ۱۱ سال دیگر زندگی کرد اما از افسردگی و مشکلات جسمانی رنج می‌برد. مادر روزتی برای جلوگیری از فقر خانواده شروع به تدریس کرد و خواهر او ماریا شروع به تدریس خصوصی در خانه‌ها کرد. در این زمان برادرانش ویلیام برای اداره مالیات و گابریل در مدرسه هنر مشغول به کار بودند، که منجر به زندگی منزویانه کریستینا در خانه شد. هنگامی که او ۱۴ سال داشت، روزتی دچار حمله عصبی شد و مدرسه را ترک کرد. افسردگی و بیماری‌های مرتبط به دنبال آن پدیدار شدند. در طی این مدت او، مادرش، و خواهرش بشدت به جنبش آنگلو-کاتولیک که در کلیسای انگلستان توسعه یافت علاقه‌مند شدند. ایمان مذهبی از آن پس نقش عمده ای در زندگی او ایفا کرد.
در اواخر سنین نوجوانی او، روزتی به نامزدی یک نقاش به نام جیمز کولینسون، اولین خواستگار بین سه خواستگار او، درآمد. نامزد او مانند برادرانش دانته و ویلیام، یکی از اعضای مؤسس گروه هنری آوانگارد، انجمن برادری پیشارافائلی (تأسیس ۱۸۴۸) بود. نامزدی آن‌ها در سال ۱۸۵۰ لغو شد زمانی که نامزد او به مذهب کاتولیک بازگشت. بعد از آن او به عقد یک زبان‌شناس به نام چارلز کایلی درآمد، اما این بار هم به دلایل مذهبی از ازدواج با او منصرف شد. پیشنهاد سوم برای ازدواج را یک نقاش به نام جان برت به او داد، که این پیشنهاد نیز رد شد.
روستی برای چند نقاشی معروف دانته مدل شد. در سال ۱۸۴۸، او مدل مریم مقدس در اولین نقاشی رنگ روغن دانته به نام " کودکی مریم باکره " شد. سال بعد او مدل تابلو بشارت مسیح شد. یک خط از شعر او "چه کسی مرا نجات می‌دهد؟ " الهام گرفته از نقاشی معروف فرناند خنوپق به نام "من در را به روی خودم قفل کردم" است. در سال ۱۸۴۹ او دوباره دچار بیمار جدی شد و سال ۱۸۵۷ از افسردگی و بحران بزرگ مذهبی رنج می‌برد.

## حرفه
روزتی از سال ۱۸۴۲ بیشتر به تقلید از شاعران مورد علاقه اش شروع به نوشتن و شعر گفتن کرد. از سال ۱۸۴۷ او شروع به گفتن شعر در قالب‌هایی مانند غزل، سرودها و ترانه‌های مذهبی بیشتر به شکل روایت از کتاب مقدس، قصه‌های عامیانه و زندگی قدیسان کرد. آثار اولیه او اغلب از تأمل در مرگ و از دست دادن، در قالب رمانتیک بود. او اولین دو مجموعه شعر خود را در سال ۱۸۴۸ هنگامی که او تنها ۱۸ سال داشت (" ترس مرگ در میان " و " ترس قلب در میان ")، در مجله انجمن ادبی لندن نشر کرد. او آثار ادبی خود را از آوریل سال ۱۸۵۰ با نام ادبی " الن آلین " به مجله ادبی جوانه، که توسط برادرش ویلیام تدوین می‌شد ارائه می‌کرد این زمان به عنوان آغاز زندگی حرفه‌ای شناخته می‌شود.
مشهورترین مجموعه او، دیو بازار و اشعار دیگر، سال ۱۸۶۲ منتشر شد، زمانی که او سی و یک ساله بود. این مجموعه ستایش‌های گسترده، با توجه به زن بودن شاعر آن برانگیخت. هاپکینز، سوینبرن و تنیسون کار او را مورد تحسین قرار دادند و با مرگ الیزابت بارت براونینگ در سال ۱۸۶۱ روزتی جانشین او طبیعی شد. شعر شهرت او که یکی از آثار شناخته شده روزتی است مورد ستایش بسیار قرار گرفت. هر چند که ظاهراً در داستان آن در مورد سوء تصادف دو خواهر با دیو بود منتقدان این اثر آن را در جنبه‌های گوناگون تفسیر کرده‌اند: به نظر می‌رسد که این اثر به عنوان یک تمثیل در مورد وسوسه و رستگاری است، شرحی بر نقشهای جنسیتی در دوره ویکتوریا است و یک اثر در مورد تمایل وابسته به عشق شهوانی و رستگاری اجتماعی است. روزتی داوطلبانه از سال ۱۸۵۹ تا سال ۱۸۷۰ در آسایشگاه مریم مجدلیه در هایگیت، که پناهگاهی برای روسپی سابق بود و ممکن است در آنجا بوده باشد که اثر بازار دیو توسط زنان سقط کرده به او الهام شده. شباهتهایی در اثر او با انجماد ملوان باستانی اثر سمیوئل تیلور کولریج با توجه به مضامین مذهبی از وسوسه، گناه و رستگاری از طریق درد و رنج در هر دو شعر وجود دارد.